# Hybosispa
Hybosispa is een geslacht van kevers uit de familie bladkevers (Chrysomelidae).
De wetenschappelijke naam van het geslacht werd in 1910 gepubliceerd door Julius Weise.

## Soorten
- Hybosispa melanura Weise, 1910
- Hybosispa nitida Uhmann, 1939
- Hybosispa rufiventris Uhmann, 1940
- Hybosispa strandi Uhmann, 1933